# تشانغ بو
تشانغ بو (بالصينية: 张波) (27 يونيو 1985 بجيانغسو في الصين - ) هو لاعب كرة قدم صيني في مركز الوسط. لعب مع جيانغسو سونينغ وChengdu Tiancheng F.C. ‏ وTianjin Huochetou F.C. ‏.

## وصلات خارجية
- تشانغ بو على موقع قاعدة بيانات كرة القدم.إي يو (الإنجليزية)
- تشانغ بو على موقع عالم كرة القدم.نت (الإنجليزية)